# Pez híbrido
Se denomina pez híbrido, híbrido íctiológico o híbrido íctico al ejemplar o población producida por el cruzamiento de dos taxones de peces. 

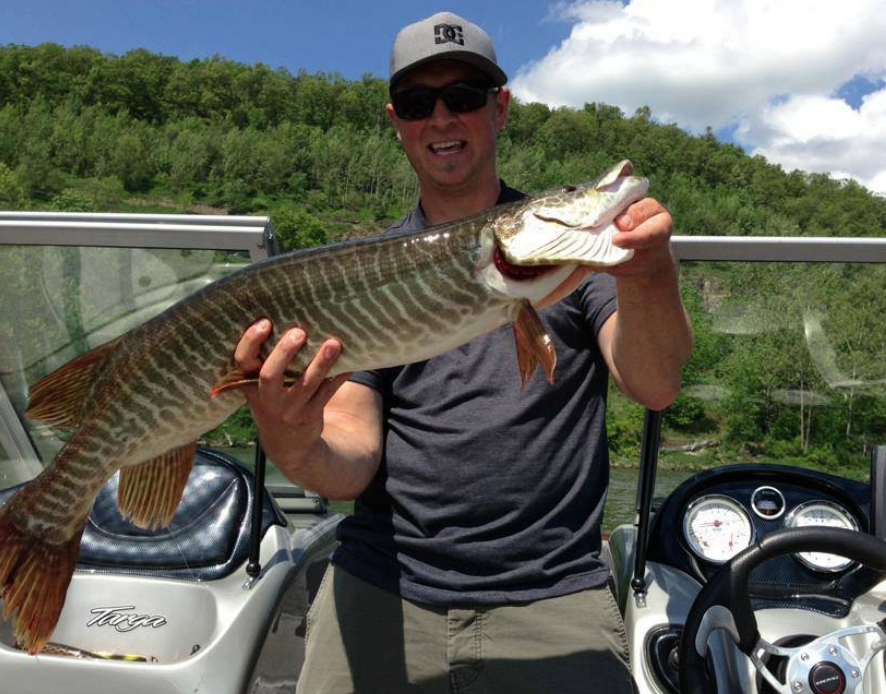
Lucio tigre, híbrido entre dos especies del género Esox (E. masquinongy y E. lucius).

## Generalidades
En los peces, los híbridos mayormente se producen por cruces entre dos especies del mismo género, sin embargo, se han acumulado numerosos casos de peces híbridos intergenéricos. Fenotípicamente, el ejemplar resultante puede parecerse a cualquiera de los taxones a los que pertenecían sus progenitores o, por lo común, exhibir una apariencia con variables niveles de mixtura entre ambos, tanto en su coloración como en su morfología interna y externa y en sus valores merísticos y morfométricos. En cuanto a su fertilidad, el resultado puede dar progenie fértil, infértil o semifértil, afectando a un solo sexo o a ambos, siendo más habitual que en los casos de híbridos fértiles en F1, la fertilidad decaiga en la F2, generalmente como consecuencia del diferente número de cromosomas.

## Híbridos de peces en cautividad

### En peces de ornato

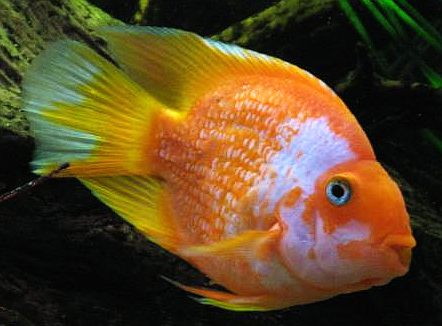
Red Parrot, un pez híbrido ornamental originado de cruces entre especies pertenecientes a varios géneros de la subfamilia Cichlasomatinae.

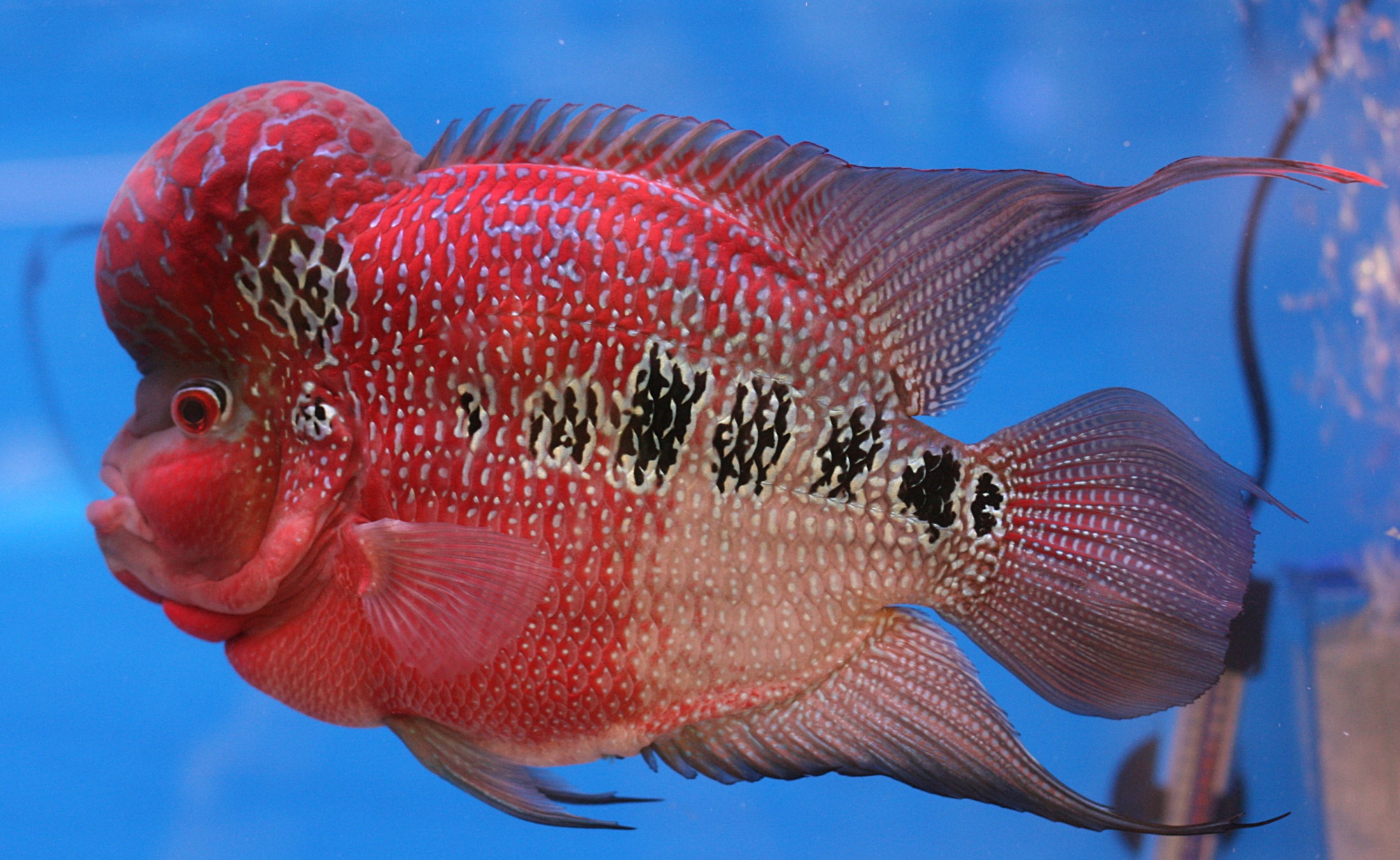
Cuerno de flor, un pez híbrido ornamental originado de cruces entre especies pertenecientes al género (Amphilophus) y a varios otros géneros.

En cautiverio, es frecuente la hibridación de peces ornamentales, con el objetivo de conseguir una descendencia con características estéticas superiores, con rasgos cromáticos y/o morfológicos novedosos, los que luego son bautizados con un nombre vulgar original y mantenidos como líneas independientes, a la manera de especies plenas, cuando la viabilidad de su fertilidad lo permite. Algunos ejemplos de peces híbridos de ornato se originaron durante la segunda mitad del siglo XX en Asia, como el “cuerno de flor” formado mediante cruces entre especies del género Amphilophus y de varios otros géneros, o el “Red Parrot”, originado del cruce de varios géneros de la subfamilia Cichlasomatinae.

### En peces productivos
En el rubro de la piscicultura para la producción cárnica, se recurre habitualmente a la utilización de peces híbridos para elevar la productividad. En estos casos, la ventaja puede relacionarse a distintos factores: una tasa de conversión del alimento más eficiente acompañado por un ritmo de crecimiento acelerado, un tamaño a faena mayor, una calidad de la carne superior, una mejor resistencia a un factor limitante de una (o ambas) de las especies parentales (al frío, al calor, a la salinidad, a las enfermedades, etc.), una mayor tolerancia al mantenimiento en densidades elevadas, una menor agresividad interindividual, etc.
En cíclidos, se crían tilapias híbridas, productos del cruce entre especies del género Oreochromis: la tilapia del Nilo (O. niloticus), la tilapia de Mozambique (O. mossambicus) y la tilapia azul (O. aureus);
Con Characiformes, se produce carne masivamente empleando la cachama híbrida (tambatinga o tambacú), producto del cruce intergenérico entre la cachama blanca o tambaquí (Piaractus brachypomus) y la cachama negra o pirapitinga (Colossoma macropomum), en este caso, a pesar de la mayor lejanía del parentesco el cruce del híbrido con sus especies progenitoras es viable. También se realiza producción con piaupara (Megaleporinus macrocephalus x Megaleporinus elongatus).
Entre los siluriformes, las producciones son dominadas por híbridos, por ejemplo, el cruce entre especies del género Clarias: C. gariepinus x C. macrocephalus, o C. gariepinus x C. batrachus.
En los trópicos, en muchos casos estos cruces son intergenéricos, como es el caso del cruce entre Leiarius marmoratus y Pseudoplatystoma metaense; o los productos conocidos como pintado amazónico o yaque pintado (Pseudoplatystoma fasciatum x Leiarius marmoratus), chorrosco (P. fasciatum x Pimelodus blochii), cachapira —cachara (Pseudoplatystoma fasciatum) x pirarara (Phractocephalus hemioliopterus)—, así como los cruces de Calophysus macropterus x Leiarius marmoratus, C. macropterus x Pimelodus blochii, C. macropterus x Pseudoplatystoma fasciatum, etc.

## Hibridación natural en peces
Los híbridos ícticos pueden darse en ambientes silvestres de manera completamente natural. Generalmente de forma excepcional, ejemplares de especies de peces que viven en simpatría, pero reproductivamente aisladas entre sí, llegan a formar parejas mixtas que producen descendencia híbrida, la que en algunos tipos de cruces, son fértiles. En coregónidos que viven en lagos del territorio del Yukón, en Canadá, se ha detectado que entre el 4 y el 5 % de los ejemplares son híbridos.
Frecuentemente, peces híbridos naturales son asociados a especies desconocidas o muy raras, incluso en muchos casos han sido descritos como nuevas especies, hasta que, tiempo después, se demuestra que su rareza es el resultado de su origen híbrido.

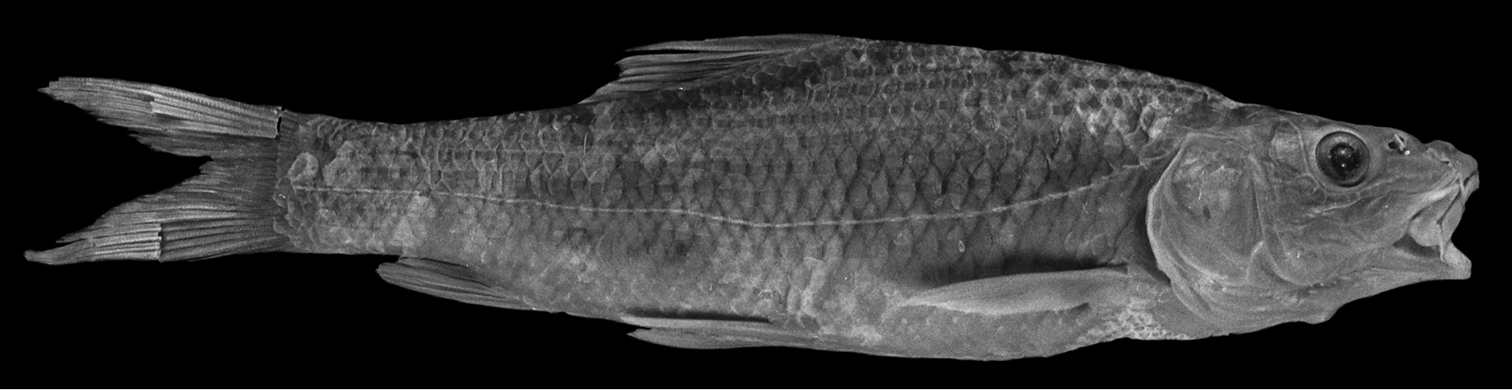
«Barbus continii», híbrido entre Carasobarbus canis y Barbus longiceps.

### Hibridación íctica antrópica, riesgos para la ictiofauna nativa
La hibridación de peces como resultado directo de acciones antrópicas es un grave problema para la conservación de la diversidad íctica en los ambientes silvestres. Por ejemplo, cuando, consecuencia del desarrollo humano, se elimina una barrera natural que impedía el flujo genético entre dos especies relacionadas o, de otro modo, con la creación involuntaria de “puentes” biológicos que permiten el avance territorial de uno o de ambos taxones y el contacto entre ellos. Un caso de este tipo es el ocurrido luego de la construcción de la enorme represa de Itaipú, sobre el río Paraná en el límite entre Brasil y Paraguay, el enorme embalse que se formó inundó a los gigantescos saltos del Guairá, los que constituían una barrera ictiológica para especies afines o poblaciones distintas, consideradas conservadoramente como una misma especie, lo que terminó por mezclar ambos conjuntos, hecho agravado tiempo después por la construcción, junto a la presa, de un canal (llamado el canal de la Piracema) para posibilitar la migración ictícola desde aguas abajo hacia el embalse (y viceversa).

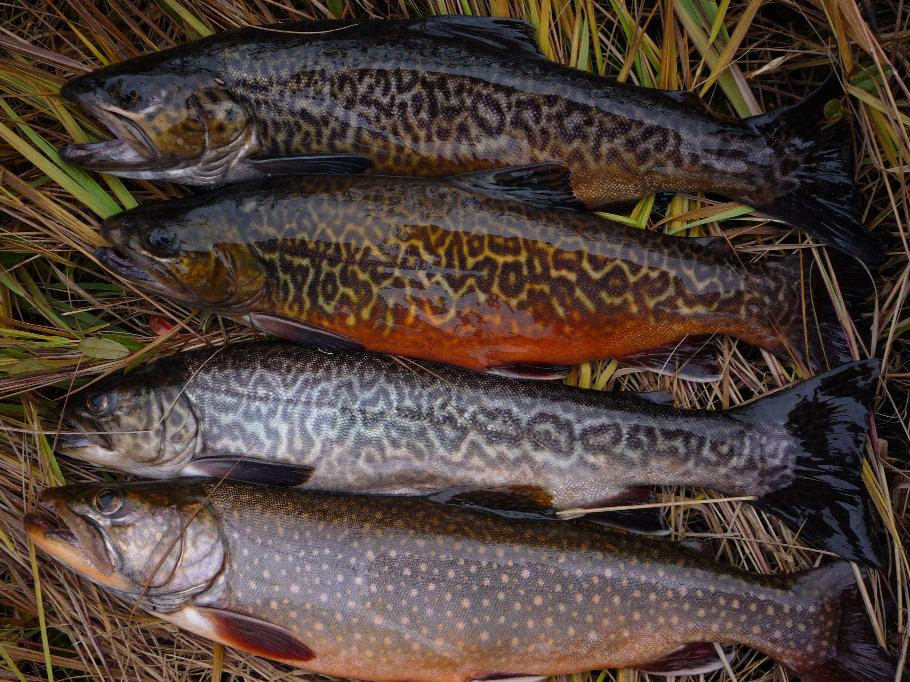
Salmoniformes híbridos: el ejemplar inferior es una trucha splake, cruce entre la trucha de lago (Salvelinus namaycush) y la trucha de arroyo (Salvelinus fontinalis); los 3 restantes son híbridos entre esta última y la trucha marrón (Salmo trutta), producto conocido como “trucha tigre”.

Una acción parecida es el trasvase de caudales desde una cuenca hacia otra, pues suele tener como efecto colateral la introducción de especies y el riesgo de hibridación de estas con las locales, tal es el caso en España del trasvase Tajo-Segura, que transportó desde el río Tajo a la boga común (Pseudochondrostoma polylepis), la cual produjo híbridos con la loína (Parachondrostoma arrigonis), especie en peligro crítico de extinción, endémica del río Júcar, una cuenca intermedia en el traslado de los caudales hídricos del Tajo al Segura.
Otra causa humana que puede ocasionar que se produzcan híbridación de peces en la naturaleza es la liberación de ejemplares de un taxón en el área geográfica de otro, tanto de forma premeditada como por producto de fugas, por el peligro que desencadene el fenómeno de la introgresión. En México, la introducción en el lago de Pátzcuaro (Michoacán) de Chirostoma lucius (charal nativo del lago de Chapala) condujo a una marcada hibridación con el local pescado blanco (Chirostoma estor).
Un suceso de este tipo en España ocurre entre varios ciprínidos ibéricos, como es el caso del cruce intergenérico del introducido alburno (Alburnus alburnus) con los nativos calandino (Squalius alburnoides) y cacho (S. pyrenaicus).
Es frecuente también en salmónidos, por ejemplo, en Norteamérica, la denominada trucha tigre es un híbrido intergenérico entre la trucha marrón (Salmo trutta) —nativa de Europa— y la trucha de arroyo (Salvelinus fontinalis) —nativa de Estados Unidos y Canadá—; en este caso el daño es limitado, al ser el producto resultante estéril. Un resultado similar es el que ocurre con la trucha splake, un híbrido intragenérico entre la trucha de lago (Salvelinus namaycush) y la trucha de arroyo (S. fontinalis), el cual si bien el producto es fértil, la reproducción en la naturaleza es muy rara por razones de comportamiento, por lo que es utilizada para abastecer pesquerías deportivas, las que dependen completamente de la producción artificial y posterior siembra.
Un caso grave es el producido por el cruzamiento para producción acuícola de dos especies del género de grandes siluriformes Pseudoplatystoma, los surubíes pintado (Pseudoplatystoma corruscans) y atigrado (P. reticulatum), dos especies que se mantuvieron genéticamente aisladas, aunque convivían en los mismos ríos de la cuenca del Plata. El cruce que se generó es el llamado surubí punto y coma o cachapinta, producto que tiene un mejor desempeño provechoso que el de sus parentales, por lo cual es mayoritariamente empleado en los establecimientos piscícolas del centro y sudeste de Brasil. Lamentablemente, los recintos de producción —con discretos elementos de seguridad ambiental— se ven superados durante eventos de inundaciones (habituales en una zona donde llueven entre 1500 y 2000 mm por año) lo que hace que miles de ejemplares híbridos terminen fugándose hacia los ríos y arroyos cercanos. El inconveniente radica en que este híbrido es fértil y puede cruzarse con cualquiera de las dos especies que lo formaron y que allí viven, dando nuevas poblaciones híbridas, también fértiles. De continuar el proceso reproductivo en la naturaleza, con el tiempo las poblaciones de las dos especies terminarán por fusionarse, homogeneizando y diluyendo en poblaciones intermedias los rasgos de cada una, perdiéndose de ese modo diversidad biológica.
Una problemática similar puede ocurrir con el producto del cruce intergenérico entre Colossoma macropomum y alguna de las dos especies del género Piaractus (Piaractus brachypomus y Piaractus mesopotamicus), ya que, a pesar de la lejanía del parentesco, el producto del retrocruce del híbrido F1 con sus parentales es fértil.